# サンケイスポーツセンター
サンケイスポーツセンターは、埼玉県三郷市の江戸川右岸河川敷にある総合運動場である。一般財団法人サンケイスポーツセンターが管理・運営している。

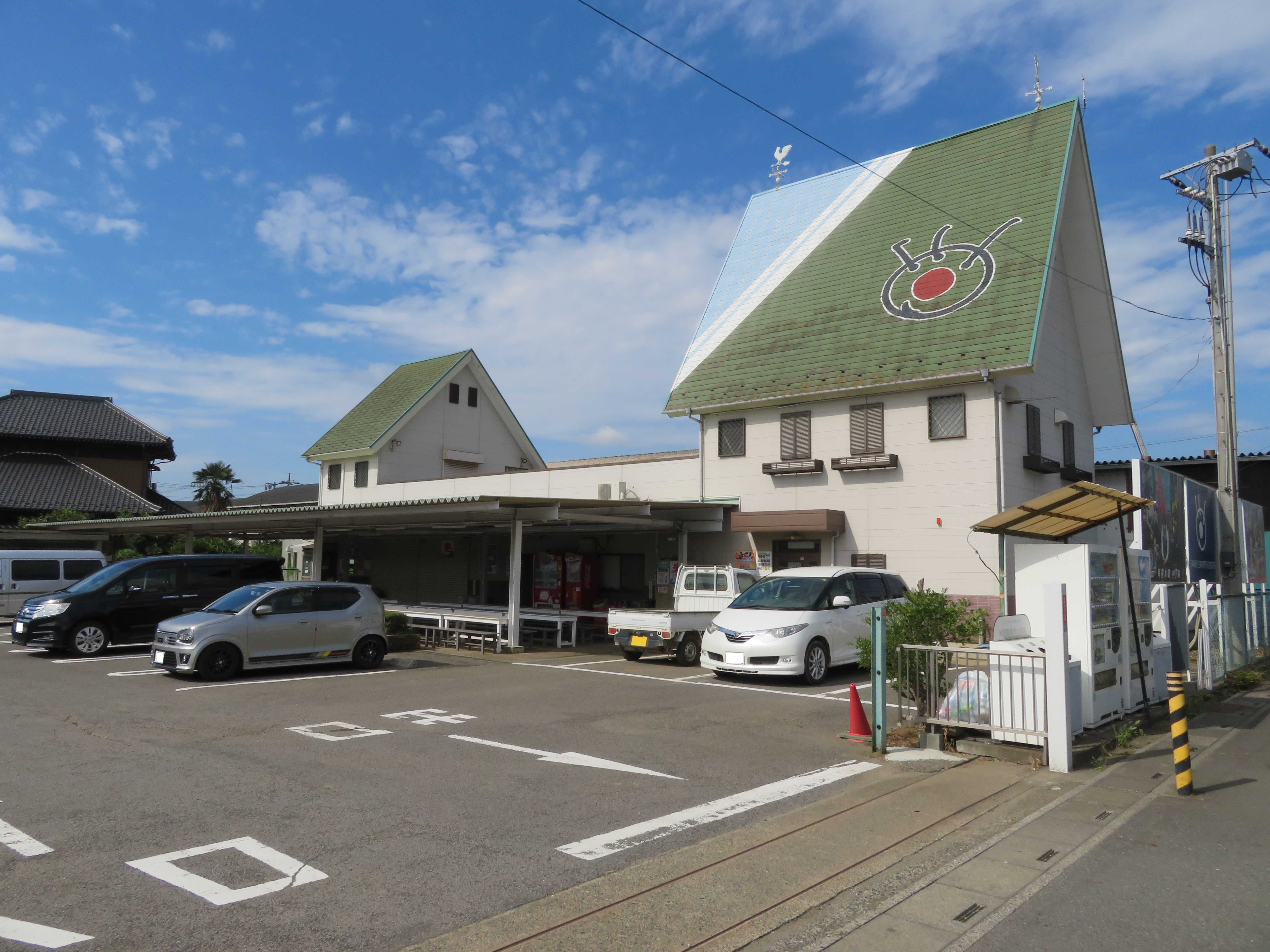
サンケイスポーツセンター

## 沿革
1966年に、財団法人サンケイスポーツセンター（現一般財団法人サンケイスポーツセンター）が建設省（現国土交通省）から江戸川河川敷の占用許可を受け、開発を行った総合運動場である。
毎年、軟式草野球日本一を争うサンスポ野球大会の東日本大会の会場として使用されている。

## 施設

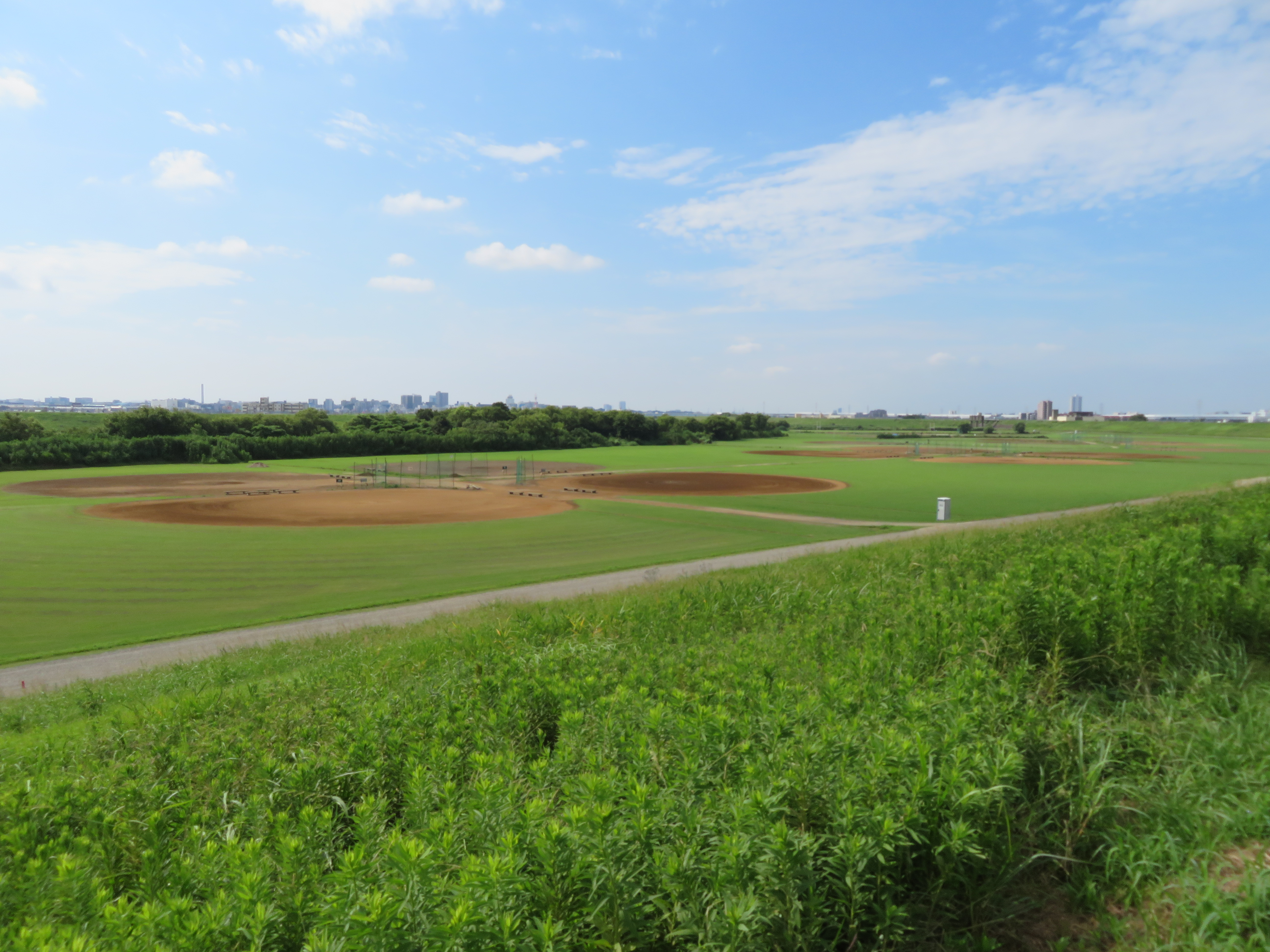
グラウンドの一部

南北約4km、面積約34万m²の敷地に、野球場35面、ラグビー場1面、多目的広場2面、駐車場4面の設備を有する。
施設全体の南端寄りに位置するクラブハウスは、無料の更衣室、シャワールームを備えているほか、以下のサービスを提供している。
- 売店 - 飲食物を販売しており、クラブハウス前のテーブルで飲食可。また、バーベキューなども可能[3]。
- 弁当の手配、グラウンドへのケータリング[4]
- スポーツ用具、大会運営備品等のレンタル[5]
- 審判団の手配[5]

## 交通
- 鉄道[6]
  - JR武蔵野線 三郷駅
  - つくばエクスプレス 三郷中央駅
  - JR常磐線金町駅
利用駅及びグラウンドの位置により、徒歩又は東武バス金町駅行き・三郷団地行きを利用する。
- 自動車[7]
  - 東京外環自動車道 三郷西IC
  - 常磐自動車道・首都高速6号三郷線 三郷IC三郷東出口